# Chomutov
Chomutov (AFI: [ˈxomutof]) es una ciudad situada en la región de Ústí nad Labem, en la República Checa. Tiene una población estimada, a inicios de 2022, de 46 263 habitantes.
Se compone de una sola parte administrativa y es la única ciudad checa de este tipo.

## Geografía
La ciudad está situada en Bohemia del Norte, a unos 78 kilómetros al noroeste de Praga. El río Chomutovka pasa por la ciudad.
Se encuentra a los pies de los montes Metálicos. Situada sobre una superficie prácticamente plana, hay algunas colinas en el norte y sureste de la ciudad. El punto más alto del territorio municipal es Hůrka, una colina del noroeste, de 581 metros.

## Historia

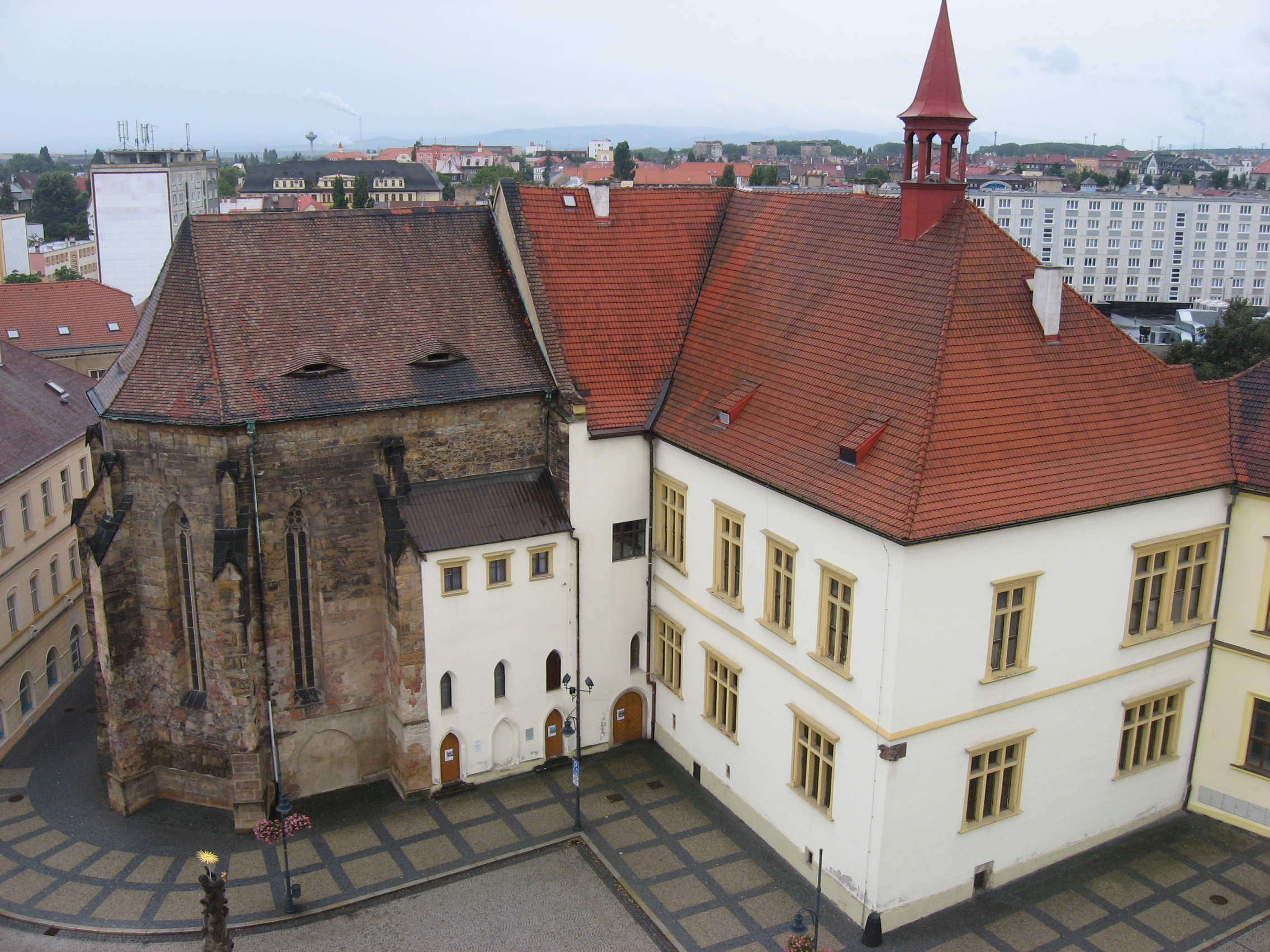
Iglesia de Santa Catalina

La primera vez que se hace mención a Chomutov en un documento es en una escritura de donación de 1252, por la cual la ciudad pasaba a la Orden Teutónica. La iglesia de Santa Catalina, de estilo gótico, construida durante esa época, sigue en pie hasta el día de hoy.
En 1396 recibió una carta de ciudad. En 1416, la Orden vendió tanto la ciudad como el señorío a Wenceslao IV.
El 16 de marzo de 1421, los taboritas saquearon e incendiaron la ciudad. Tras varios cambios de propiedad, en 1588 fue tomada por Jiří Popel z Lobkowicz, que estableció un gobierno jesuita. Esto provocó problemas entre los ciudadanos protestantes y el nuevo señor supremo de la ciudad.
El señorío feudal cayó en manos de la Corona en 1594, y en 1605 la ciudad adquirió su independencia y se convirtió en ciudad real libre. Con el fin de la Guerra de los Treinta Años, la ciudad sufrió un estancamiento.
La ciudad experimentó un rápido desarrollo en la segunda mitad mitad del siglo XIX, gracias a los avances en el campo de la minería y la industria pesada.
En 1938 formaba parte del Reichsgau de los Sudetes y tenía una población de más de 30 000 habitantes, un 95% de los cuales eran alemanes étnicos. La población judía (444 en 1930, el 1,3% de la población) se vio sometida a una presión cada vez mayor, hasta que el 23 de septiembre de 1938 la ciudad fue declarada Judenfrei. Una semana después, Chomutov fue ocupada por la Alemania nazi como resultado de los Acuerdos de Múnich. 
Al finalizar la Segunda Guerra Mundial, la mayor parte de la población alemana fue expulsada de la ciudad. Se construyeron instalaciones industriales y un gran número de viviendas para reconstruir el área. 
A fines de la década de 1970, se construyó un asentamiento urbano que unía Chomutov con Jirkov. Después de la Revolución de Terciopelo, de 1989, la industria pesada disminuyó significativamente su actividad, pero el entorno de la ciudad y sus alrededores han mejorado visiblemente.
Desde el 1 de julio de 2006, Chomutov es una ciudad estatutaria.

## Demografía

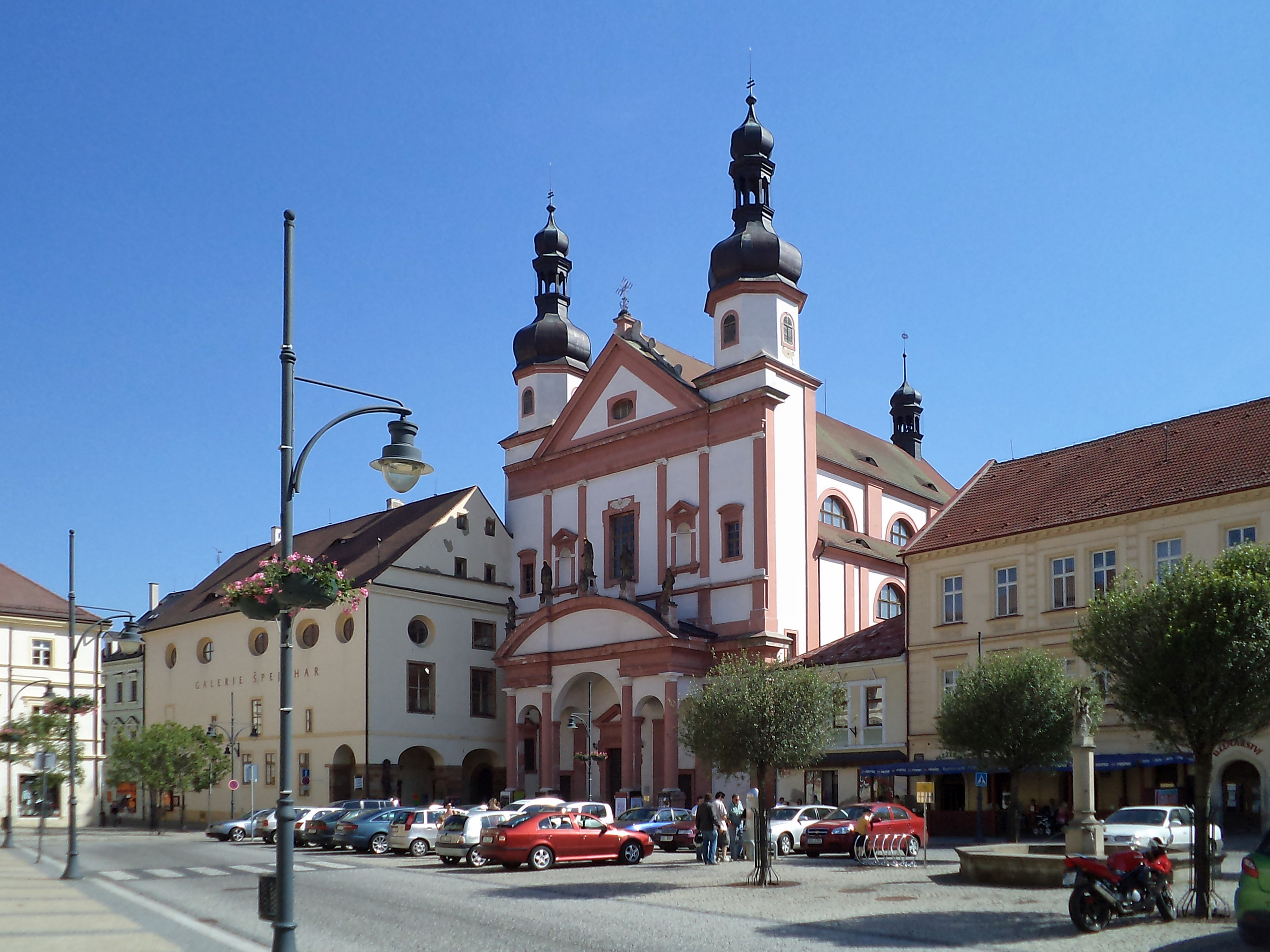
Iglesia de San Ignacio

| Gráfica de evolución de Chomutov entre 1869 y 2022 |
|                                                    |

## Personajes nacidos en Chomutov

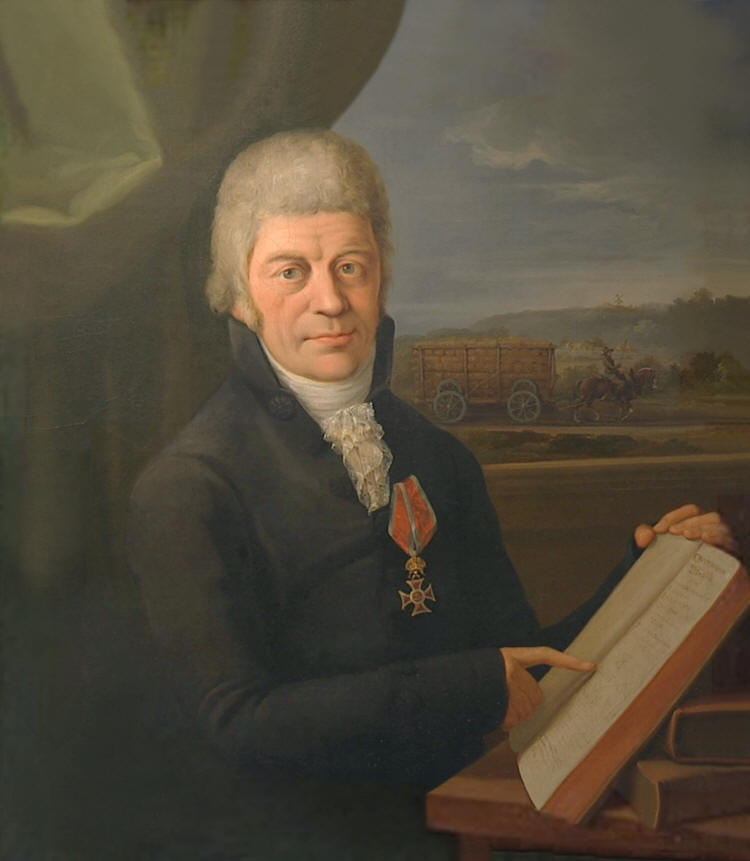
Franz Josef von Gerstner

- Matthäus Aurogallus, erudito nacido en 1490.
- Franz Josef von Gerstner,  matemático y físico en 1756.
- Ernst Fischer, filósofo y político nacido en 1899.
- Ursula Nerke-Petersen, actriz y presentadora de televisión nacida en 1944.
- Pavla Hamácková, atleta nacida en 1978.
- Sharka Blue, actriz porno checa nacida en 1981.
- Simona Kubová, nadadora nacida en 1991.

## Ciudades hermanadas
- Bernburg, ciudad alemana (1995).
- Annaberg-Buchholz, ciudad alemana (1999).[8]
- Trnava, ciudad eslovaca (2013).